# Perneszy Imre

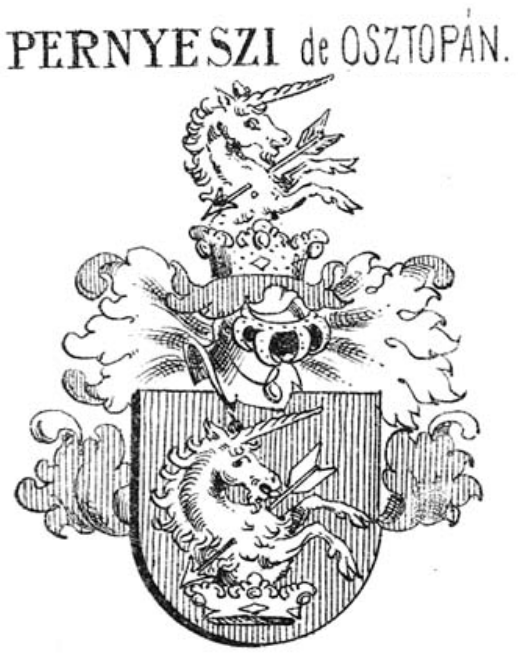
Az osztopáni Perneszy család címere.

Osztopáni Perneszy Imre (fl. 1469-1512), 1496-ban Bélavár kapitánya, 1504-ben babocsai várnagy, az Újlaki család bizalmas familiárisa, földbirtokos.

## Élete
Az nagy múltra visszatekintő osztopáni Perneszy család sarja. Apja osztopáni Perneszy Pál (fl. 1424-1470) mester, aki Magyarország alnádora volt 1447 és 1460 között; anyja neve ismeretlen. Perneszy Pál először Garai László nádor főfamiliárisa, majd Újlaki Miklós tanácsosa lett. A hírneves Perneszy Pált követte a szolgálatban az Újlakiak ugyancsak belső emberének, főtanácsosának számító idősebb fia, Perneszy Zsigmond. Majd ebbe a főrangú körbe bekerült Pál fiatalabb fia, Perneszy Imre is. Az utóbbi, amíg csak tehette, megmaradt a II. Ulászló magyar királlyal szembenálló Újlaki Lőrinc herceg, és később, Mátyás magyar király fiának, Corvin János hercegnek a szolgálatában is.
1496 február 24.-én Bélavár kapitányként szolgált. 1496-ban Perneszy Imre és felesége enyingi Török Ilona, enyingi Török Ambrus lánya, valamint rokonai familiárisuknak, Porkoláb Mártonnak, aki gyermekkorától tett sok szolgálatát, neki és általa utódaiknak örök adományozták jogon a Baranya megyei Harkan és Vharan földbirtokait. 1504 július 11.-én Perneszy Imre Báthory István nádor és Báthory György főlovászmester testvéreknek a babocsai várnagya volt. 1512-ben Perneszy Imre és fiai Miklós, Pál és István szerepeltek mint a Somogy vármegyei zalai, somogyjádi, somogyaracsi, osztopáni, kapolyi, bolhási, bálványosi földbirtokosai.
1524-ben Perneszy Imre már nem élt amikor a nagykorú hajadon lánya, Perneszy Zsófia pereskedett Perneszy Pál nevű testvérével.

## Házassága és leszármazottjai

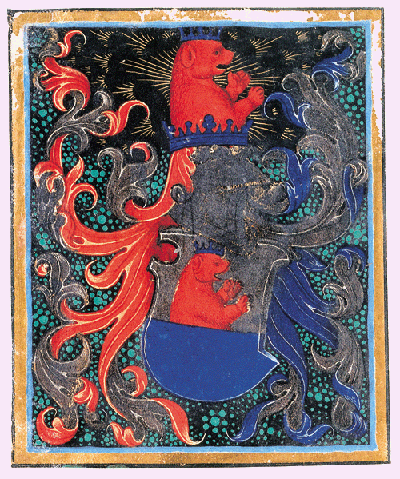
Enyingi Török Ambrus címere.

Feleségül vette enyingi Török Ilonát (fl. 1496), akinek a szülei enyingi Török Ambrus (fl. 1445–1491), Bosnyák királyság kincstartója,Sopron vármegye főispánja, földbirtokos és thapsoni Anthymus Ilona (fl. 1465–1488) voltak. Anthymus Ilonának aza apja, Anthymus mester fia, thapsoni Anthymus János (fl. 1368–1429) a Magyar Királyság alnádora, földbirtokos volt. Perneszy Imréné enyingi Török Ilonának a fivére enyingi Török Imre (fl. 1464–1521), nándorfehérvári bán, Valkó vármegye főispánja, földbirtokos. Perneszy Imre és enyingi Török Ilona házasságából származott:
- Perneszy Miklós (fl. 1505–1521), 1516 és 1519 között Somogy vármegye alispánja, 1521-ben csébi Pogány Zsigmond mellett máramarosi sókamaraispán, földbirtokos. Neje, Zakmáry Kata (fl. 1549.
- Perneszy Pál (fl. 1505-1523), földbirtokos.
- Perneszy István (fl.  1505-1523), földbirtokos. Neje, Gersenyei Magdolna (fl. 1523). Gyermekük: osztopáni Perneszy András (fl. 1550–†1590), személynöki ítélőmester, Tolna és Baranya, majd Zala és Vas vármegye alispánja, földbirtokos.
- Perneszy Zsófia (fl. 1524–†1534). 1.f.: gordovai Fánchy Péter, földbirtokos. 2.f.: szerdahelyi Imreffy Péter, földbirtokos